# Reversal of Fortune
Reversal of Fortune (prt: Reveses da Fortuna; bra: O Reverso da Fortuna) é um filme nipo-britano-estadunidense de 1990, dos gêneros drama biográfico e suspense, dirigido por Barbet Schroeder, com roteiro de Nicholas Kazan baseado no livro Reversal of Fortune: Inside the von Bülow Case, de Alan M. Dershowitz, por sua vez inspirado no processo em que o milionário Claus von Bülow foi acusado de tentar assassinar sua esposa Sunny.

## Sinopse
Uma herdeira milionária em coma narra em off sua história. Seu marido é acusado de tentar matá-la e, para tentar provar a sua inocência, ele contrata um advogado famoso, o doutor Alan Dershowitz, professor de Direito em Harvard.

## Elenco principal
- Glenn Close .... Sunny von Bulow / narradora
- Jeremy Irons .... Claus von Bülow
- Ron Silver .... professor Alan Dershowitz
- Annabella Sciorra .... Sarah
- Uta Hagen .... Maria
- Fisher Stevens .... David Marriott
- Jack Gilpin .... Peter MacIntosh
- Christine Baranski .... Andrea Reynolds
- Stephen Mailer .... Elon Dershowitz
- Christine Dunford .... Ellen
- Felicity Huffman .... Minnie
- Mano Singh .... Raj
- Johann Carlo .... Nancy
- Keith Reddin .... Dobbs
- Alan Pottinger .... Chuck
- Julie Hagerty – Alexandra Isles

## Prêmios e indicações
| Premiação               | Categoria               | Recipiente       | Resultado                 |
| ----------------------- | ----------------------- | ---------------- | ------------------------- |
| Oscar 1991              | Melhor ator             | Jeremy Irons     | Venceu                    |
| Oscar 1991              | Melhor diretor          | Barbet Schroeder | Indicado                  |
| Oscar 1991              | Melhor roteiro adaptado | Nicholas Kazan   | Indicado                  |
| David di Donatello 1991 | Melhor ator estrangeiro | Jeremy Irons     | Venceu[carece de fontes?] |
| Globo de Ouro 1991      | Melhor ator - drama     | Jeremy Irons     | Venceu                    |
| Globo de Ouro 1991      | Melhor filme - drama    |                  | Indicado                  |
| Globo de Ouro 1991      | Melhor diretor          | Barbet Schoeder  | Indicado                  |
| Globo de Ouro 1991      | Melhor roteiro          | Nicholas Kazan   | Indicado                  |